# 顯微鏡學

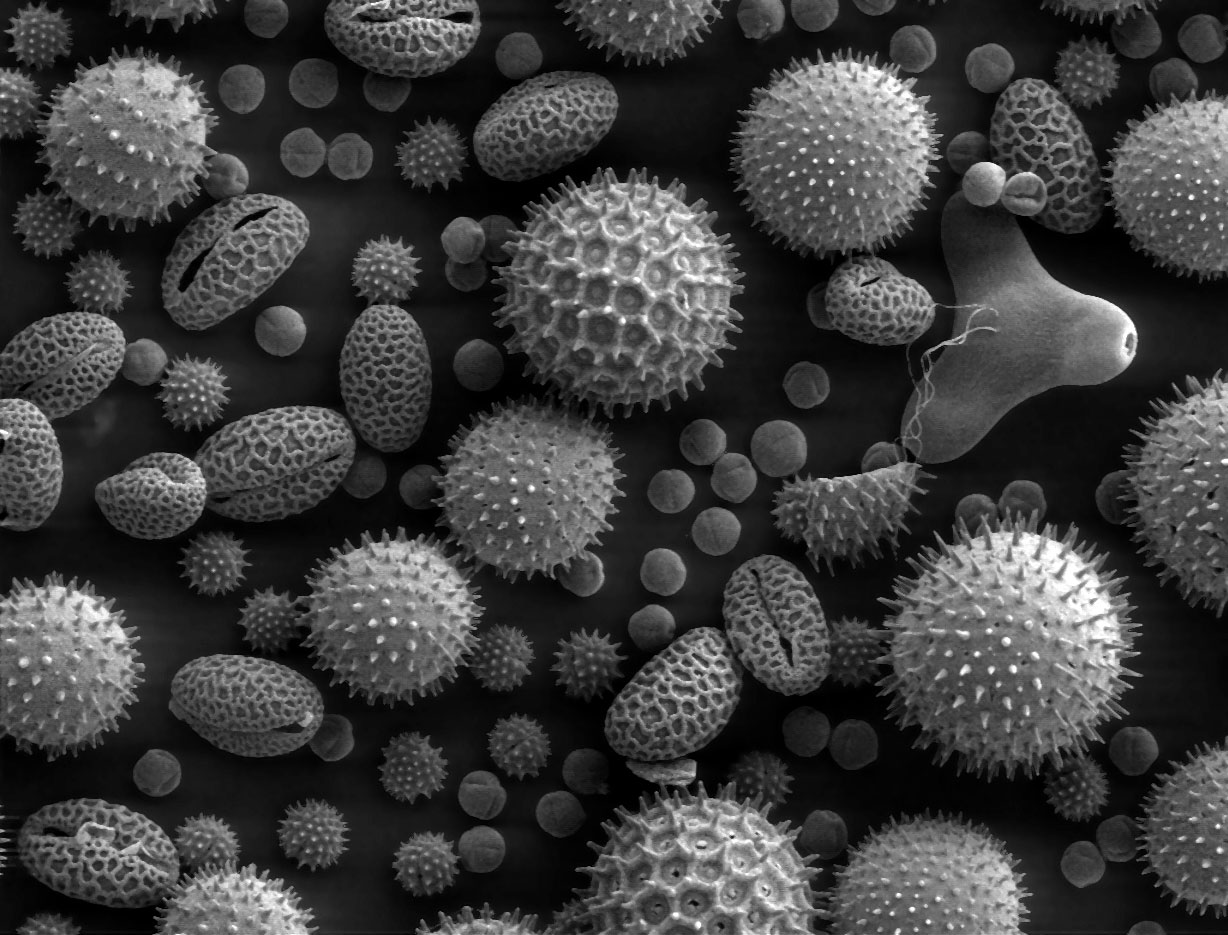
花粉的扫描电子显微镜图像

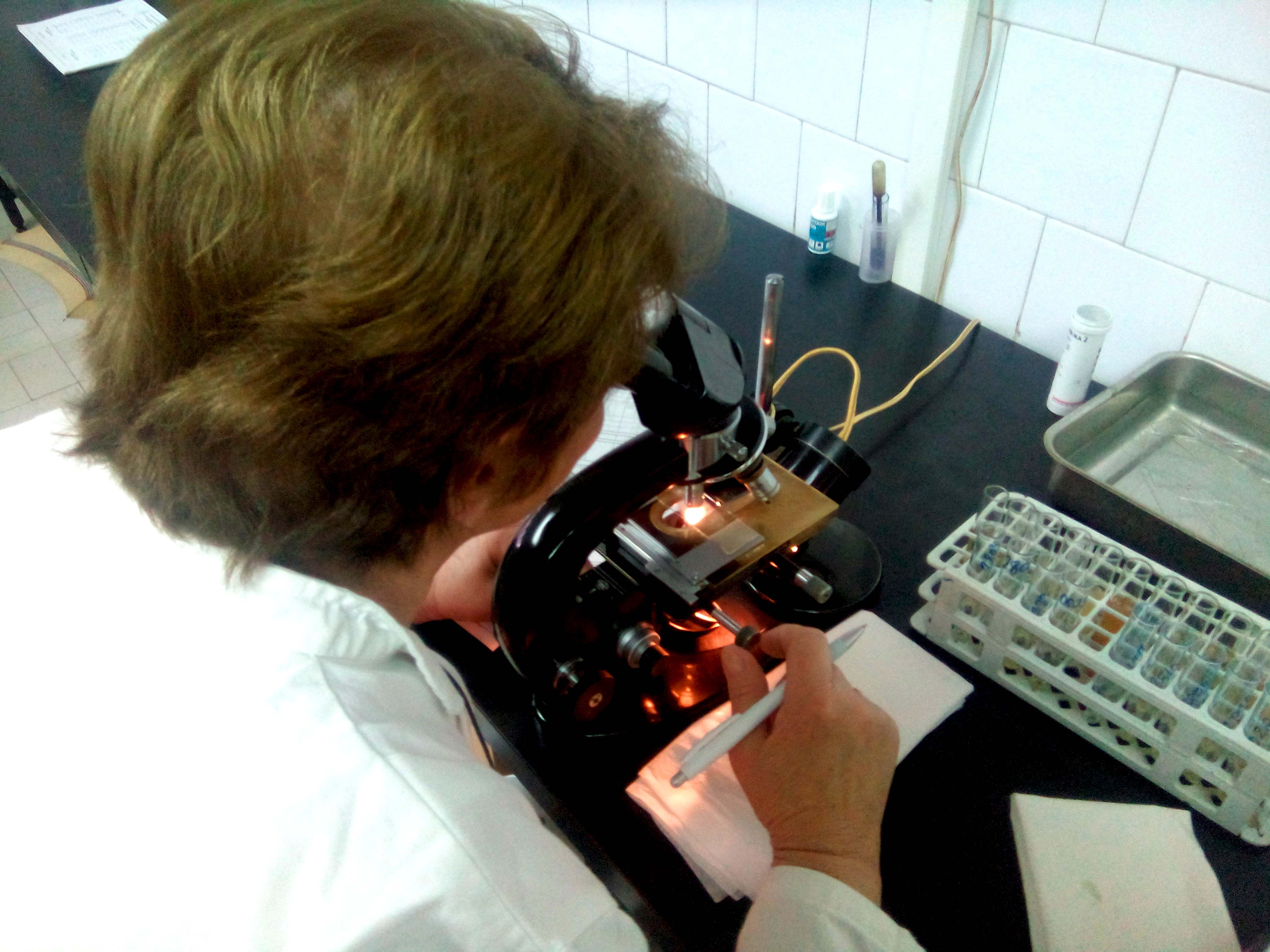
在生化实验室的显微镜检查

顯微鏡學（Microscopy）是使用显微镜观察用肉眼不能看到的物体和物体区域（不在正常眼睛的分辨率范围内的物体）的一个技术领域。有三个众所周知的显微镜学分支：光学，电子，和扫描探针显微镜。
光学和电子显微镜涉及与样品相互作用的电磁辐射/电子束的衍射，反射或折射，以及散射辐射或另一信号的收集，以便产生图像。这个过程可以通过样品的宽场照射（例如标准光学显微镜与透射电子显微镜）或通过在样品上扫描精细束（例如共聚焦激光扫描显微镜和扫描电子显微镜）来进行。扫描探针显微术涉及扫描探针与感兴趣对象的表面的相互作用。显微镜学的发展革命性的改变了生物学，产生了组织学领域，并且仍然是生命科学和物理学中的基本技术。

## 光学显微镜学

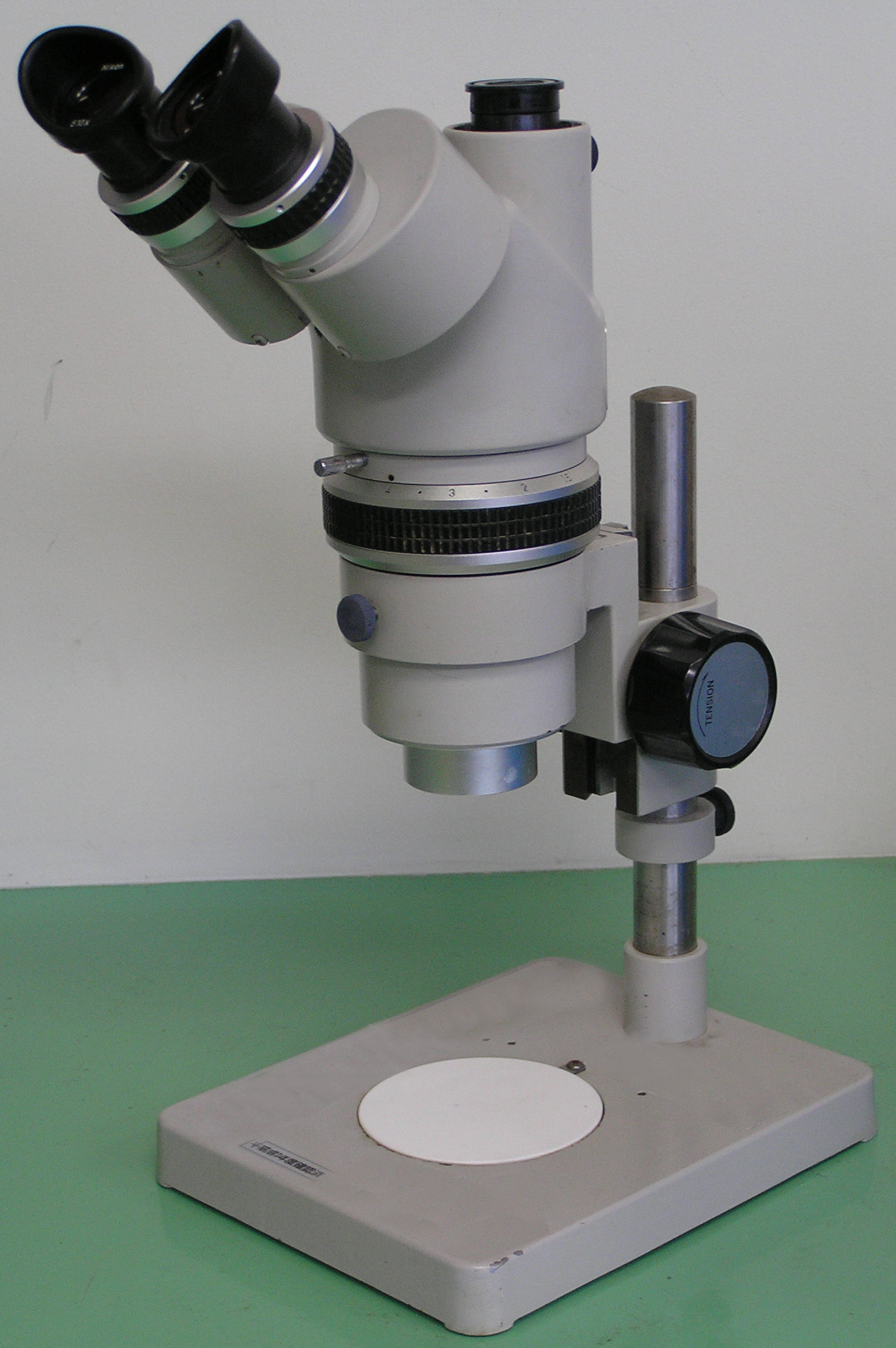
立体光学显微镜

光学或光学显微镜术涉及使透过样品或从样品反射的可见光通过单个或多个透镜，以允许样品的放大视图 。所得到的图像可以直接由眼睛检测，在照相底板上成像，或数字化捕获。

### 其他
假如分析瓷器的表面以及一张胶片的涂层。

## 电子显微镜学
直到亚衍射显微镜的发明，光的波长将传统显微镜的分辨率限制在约0.2微米。为了获得更高的分辨率，在电子显微镜中使用具有小得多的波长的电子束。
- 透射电子显微镜（TEM）非常类似于复合光学显微镜，通过发送电子束通过非常薄的样品片。 2005年的分辨率极限约为0.05纳米，自那时以来没有明显增加。
- 扫描电子显微镜（SEM）可视化细节在样品的表面，并给出一个非常好的3D视图。 它给出的结果非常类似于立体光显微镜的结果。 SEM在2011年的最佳分辨率为0.4纳米。

配备用于X射线光谱学的电子显微镜可以提供定性的和定量的元素分析。

## 参阅
- 数码显微镜
- 科勒照明